# Eurydactylodes
Eurydactylodes is een geslacht van hagedissen die behoren tot de gekko's en de familie Diplodactylidae.

## Naam en indeling
Er zijn vier soorten, inclusief de pas in 2009 beschreven soort Eurydactylodes occidentalis. De wetenschappelijke naam van de groep werd voor het eerst voorgesteld door Heinz Wermuth in 1965.

## Uiterlijke kenmerken
De hagedissen hebben een overwegend groene kleur en de huid is bedekt met grote schubben. De ogen zijn vrij prominent en de gekko's bewegen zich traag. Ze worden in andere talen wel 'kameleon-gekko's genoemd vanwege de gelijkenis met kameleons.

## Verspreiding en habitat
De hagedissen komen endemisch voor in Nieuw-Caledonië. De habitat bestaat uit vochtige tropische en subtropische bossen, zowel in laaglanden als in bergstreken, zowel vochtige als droge tropische en subtropische scrublands en droge tropische en subtropische bossen.

## Beschermingsstatus
Door de internationale natuurbeschermingsorganisatie IUCN is aan alle soorten een beschermingsstatus toegewezen. Drie soorten worden beschouwd als 'gevoelig' (Near Threatened of NT) en een als 'bedreigd' (Endangered of EN).

## Soorten
Het geslacht omvat de volgende soorten, met de auteur, het verspreidingsgebied en de beschermingsstatus.
| Naam                        | Auteur                                   | Verspreidingsgebied                   | Beschermingsstatus |
| --------------------------- | ---------------------------------------- | ------------------------------------- | ------------------ |
| Eurydactylodes agricolae    | Henkel & Böhme, 2001                     | Noordwestelijk Nieuw-Caledonië        |                    |
| Eurydactylodes occidentalis | Bauer, Jackman, Sadlier & Whitaker, 2009 | Zuidelijk Nieuw-Caledonië             |                    |
| Eurydactylodes symmetricus  | Andersson, 1908                          | Zuidelijk Nieuw-Caledonië             |                    |
| Eurydactylodes vieillardi   | Bavay, 1869                              | Centraal en oostelijk Nieuw-Caledonië |                    |